# Котлово (Кирилловский район)
Котлово — деревня в Кирилловском районе Вологодской области.
Входит в состав Талицкого сельского поселения, с точки зрения административно-территориального деления — в Талицкий сельсовет.
Расстояние по автодороге до районного центра Кириллова — 78 км, до центра муниципального образования Талиц — 13 км. Ближайшие населённые пункты — Каменщица, Дресвища, Горушка.
По переписи 2002 года население — 5 человек.